# Reeseville
Reeseville è un comune degli Stati Uniti d'America, situato in Wisconsin, nella contea di Dodge.